# Stictoptera pectinata
Stictoptera pectinata är en fjärilsart som beskrevs av Sir George Hamilton Kenrick 1917. Stictoptera pectinata ingår i släktet Stictoptera och familjen nattflyn. Inga underarter finns listade i Catalogue of Life.